# Хмелевский сельский совет (Краснопольский район)
Хмелевский сельский совет (укр. Хмелівська сільська рада) — входит в состав
Краснопольского района
Сумской области
Украины.
Административный центр сельского совета находится в 
с. Хмелевка
.

## Населённые пункты совета
- с. Хмелевка
- с. Веселое
- с. Видновка
- с. Лозовое